# Robert Byrd
Robert Carlyle Byrd, ursprungligen Cornelius Calvin Sale Jr, född 20 november 1917 i North Wilkesboro i North Carolina, död 28 juni 2010 i Merrifield i Fairfax County i Virginia, var en amerikansk politiker (demokrat) och från 1959 fram till sin död senator för West Virginia. 
Den 22 juni 2006 blev Byrd den person som suttit längst i den amerikanska senaten, då han slog framlidne senatorn Strom Thurmonds tidigare rekord på 17 327 dagar. Under sin senatstid deltog Byrd i över 17 000 omröstningar. Han var en av de mest färgstarka i den minoritet demokratiska senatorer som motsatte sig Irakkriget 2002.

## Biografi
Robert Byrd föddes i en liten stad i North Carolina. Hans mor avled i spanska sjukan när han var ett år gammal och Byrd adopterades av släktingar i West Virginia, som gav honom namnet Robert Carlyle Byrd.
År 1937 utexaminerades Byrd från high school i West Virginia. Under 1940-talets början var Byrd medlem i Ku Klux Klan och  valdes till gruppledare (exalted cyclops) i en lokalavdelning. Han gjorde också flera rasistiska uttalanden. Som vuxen har Byrd uttryckt ånger över sin tid i klanen och har förklarat det som ungdomligt oförstånd.
Byrd inledde vidare studier först mot slutet av 1940-talet. 1963 blev Byrd, då sittande i senaten, utexaminerad från Washington College of Law vid American University.
Han avled 2010 på ett sjukhus i en förort till Washington, D.C..

### Familjeliv
År 1937 gifte Byrd sig med Erma Ora. Äktenskapet varade i 68 år fram till hennes död 2006. Makarna fick han två döttrar, Mona och Marjorie.

## Politisk karriär
Byrd inledde sin politikerkarriär 1946, när han blev vald till West Virginias delegatshus, det vill säga den undre kammaren i West Virginias kongress. År 1950 valdes han in i West Virginias senat. Han stannade dock endast ett år, innan han blev vald till representanthuset. År 1958  valdes han in i senaten och blev därefter omvald nio gånger, senast 2006 vid en ålder av 89 år.
Under sina första år i kongressen arbetade Byrd för att bevara den segregation som fanns i många delar av USA under den här tiden, och han röstade mot den berömda Civil Rights Act of 1964, som förbjöd diskriminering på grund av ras, kön eller nationalitet. Mellan 1977 och 1989 var Byrd demokraternas gruppledare i senaten och därmed  majoritetsledare under de perioder demokraterna hade majoritet.
Från 2003, då Strom Thurmond lämnade senaten, var Byrd den äldsta sittande senatorn och var tillförordnad talman 1989–1995 samt 2001–2003, då demokraterna var i majoritet i senaten. Eftersom demokraterna återtog majoriteten i senaten i kongressvalet i USA 2006, blev han åter tillförordnad talman år 2007. Byrd satt också i flera av senatens mäktiga utskott, bland annat de som behandlar statsbudgeten och förskaffningar.
På senare år var Byrd en av de främsta kritikerna mot kriget i Irak. Han uppgav att av de över 17 000 omröstningar han deltagit i under sin tid i kongressen,var han mest stolt över sin röst emot kriget i Irak.
Sin rasistiska ungdom till trots uttryckte Byrd beundran för Martin Luther King och han fick erkännande från NAACP, en av de största intresseorganisationerna för svarta amerikaner.
Byrd ställde upp för omval 2006 och valdes med 64 procent av rösterna.  År 2011 skulle han ha blivit den person som suttit längst i USA:s kongress, 57 år. Under sin nästan 60 år långa politikerkarriär förlorade Byrd aldrig ett val, och  vann alla omval till senaten med minst 60 procent av rösterna.
I mitten av juli 2010 utsåg West Virginias guvernör Joe Manchin sin medhjälpare Carte Goodwin till ersättare för Byrd.

### Kontroverser
Efter det amerikanska presidentvalet i USA 2020 dök en bild upp där dåvarande vicepresidentkandidaten Joe Biden lyfter upp Robert Byrds hand. Bildtexten löd "Joe Biden och KKK-ledare fotograferade tillsammans" och bilden spreds snabbt på sociala medier. Den publicerades dock aldrig i media och Biden har inte uttalat sig om bilden.